# Göggingen (Baden-Württemberg)
Göggingen è un comune tedesco di 2 571 abitanti situato nel land del Baden-Württemberg.